# Sylvester Marsh
Pour les articles homonymes, voir Marsh.
Sylvester Marsh est un inventeur de nationalité américaine né le 30 septembre 1803 à  Campton dans le New Hampshire et mort d'une pneumonie le 30 décembre 1884 à Concord.

## Biographie

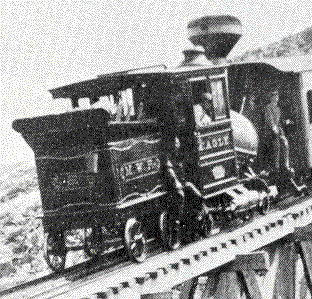
Le CF à crémaillère du mont Washington.

Avec l'aide d'ingénieurs universitaires, il met au point un chemin de fer à crémaillère en imaginant un troisième rail en forme d'échelle (avec dents rivées de type barreau à section ronde) au centre de la voie sur lequel viendrait s'engrener une roue dentée motrice d'une locomotive pour lequel il dépose un brevet le 12 août 1863.
Son invention trouve concrétisation avec la construction du chemin de fer du mont Washington aux États-Unis. Les premiers essais ont lieu en 1866 sur 500 mètres de ligne, et l'appareil ouvre au public le 14 août 1868. Il gravit 1 097 mètres de dénivélée sur 4,8 kilomètres de longueur. La pente, de 25 % de moyenne, atteint 37,41 % sur la section la plus inclinée. Le chemin de fer du Mont Washington est le premier train à crémaillère du monde.